# 3satbörse
3satbörse war eine auf 3sat ausgestrahlte Informationssendung rund um die Themenbereiche Börse und Wirtschaft. Am 4. März 2011 wurde die Sendung durch das neue Wirtschaftsmagazin Makro ersetzt.

## Geschichte
Die erste Sendung wurde am 3. Februar 1989 ausgestrahlt. Zunächst wurden lediglich Börsenthemen behandelt, später jedoch auch umfassende Informationen zu Wirtschaft und Geldanlagen angeboten. Ebenfalls wurden Wirtschaftsdokumentationen ausgestrahlt.

## Aufbau der Sendung
Die 3satbörse vermittelte Finanz- und Anlageinformationen. Ein Ziel war es außerdem, Wissen über Wirtschafts- und Finanzthemen zu vermitteln. Vorgestellt wurden wirtschaftliche Entwicklungen verschiedener Länder und Nationen sowie Branchen. Die Sendung umfasste weiterhin das Börsenwetter und einen tagesaktuellen Bericht aus der Frankfurter oder New Yorker Börse. In der Sendung war mindestens ein Studiogast anwesend, der zum Schwerpunktthema befragt wurde.

## 3satbörse spezial
In unregelmäßigen Abständen gab es pro Jahr mehrere Sendungen, die sich einem komplexen Wirtschaftsthema widmeten. Dazu zählten (Liste ist unvollständig):
- 21. Januar 2005: Israel
- 11. Februar 2005: China
- 2. September 2005: Rohstoff Wasser
- 30. September 2005: Dubai
- 4. November 2005: Russland

## Moderation und Redaktion
Moderiert wurde die Sendung im Wechsel von Peter Nemec, der auch gleichzeitig die Leitung der Sendung hatte, sowie von Dorette Segschneider und Eva Schmidt.
Der Redaktion gehörten Doris Ammon, Ralf Bonsels, Antje Kasper, Marco Krause (seit 18. Juli 2005) Carsten Meyer, Jürgen Natusch (Börsenwetter), Britta Nüsse (bis 30. Juni 2005), Eva Schmidt, Dorette Segschneider und Michaela Sesterhenn an.

## Auszeichnungen
Ausgezeichnet wurde die 3satbörse mit dem Deutschen Anlegerschutzpreis.

## Kritik
Jahrelang gab es innerhalb der Sendung die Rubrik „Börsenspiel“, bei der drei Investmentbanker, Finanzberater oder ähnliche Berufsfelder mit einem virtuellen Kapital von zu Anfang 100.000 DM (nach Einführung des Euro 100.000 Euro) innerhalb eines halben Jahres das Kapital mehren sollten. In die Kritik geriet das Börsenspiel um die Jahrtausendwende (1999 bis 2001), weil Aktien bereits vor Ausstrahlung der Sendung erheblich gestiegen waren (Front Running).
Siehe auch Bernd Förtsch